# Rudolf Štrubl
Rudolf Štrubl (* 4. Februar 1912 in Šakvice,  Südmähren; † 19. Februar 1982 ebenda) war ein tschechischer Komponist, Kapellmeister und Organist. 
Štrubl gründete 1952 in Šakvice die Blaskapelle Rudolf Štrubl. Er komponierte etwa 200 Walzer, Märsche und Polkas. Bekannt wurde er unter anderem durch seine Kompositionen Goldener Herbst, die Dorfmädchen-Polka, Polkafeuer, Paradnice sowie Musikantenball.